# Cloruro ferrico
Il cloruro ferrico, nome sistematico tricloruro di ferro, o anche cloruro di ferro(III), è il sale di ferro(III) dell'acido cloridrico avente formula FeCl3.
A temperatura ambiente si presenta come un solido giallo-bruno dall'odore di cloro. È un composto nocivo, irritante. Corrode molti metalli.

## Produzione
Il cloruro ferrico anidro può essere prodotto unendo gli elementi:
{\displaystyle {\ce {2 Fe(s) + 3 Cl2(g) -> 2 FeCl3(s)}}}
Le soluzioni acquose di cloruro ferrico sono prodotte industrialmente in un processo chiuso, mediante uno dei seguenti processi.
1. Dissoluzione del minerale ferroso in acido cloridrico
{\displaystyle {\ce {Fe3O4(s) + 8 HCl(aq) -> FeCl2(aq) + 2 FeCl3(aq) + 4 H2O(l)}}}
2. Ossidazione del cloruro ferroso mediante aggiunta di cloro molecolare
{\displaystyle {\ce {2 FeCl2(aq) + Cl2(g) -> 2 FeCl3(aq)}}}
3. Ossidazione del cloruro ferroso mediante aggiunta di ossigeno e acido cloridrico
{\displaystyle {\ce {4FeCl2(aq) + O2 + 4HCl -> 4FeCl3(aq) + 2H2O(l)}}}

Modeste quantità di cloruro ferrico possono essere prodotte mediante la reazione del ferro con l'acido cloridrico e quindi con il perossido di idrogeno. 
Analogamente ad altri cloruri metallici idrati, il cloruro di ferro(III) idrato può essere convertito nel sale anidro mediante trattamento con cloruro di tionile. Nella conversione dell'idrato in cloruro di ferro(III) anidro non si richiede la fornitura di calore, altrimenti vengono prodotti HCl e ossicloruri di ferro. Similmente, la disidratazione può essere effettuata con trimetilsilil cloruro:
{\displaystyle {\ce {FeCl3*6H2O + 12 Me3SiCl -> FeCl3 + 6 (Me3Si)2O + 12 HCl}}}

## Utilizzi del cloruro ferrico
Il cloruro ferrico è uno dei principali reagenti utilizzati nel trattamento dell'acqua, sia nella produzione di quella ad uso potabile che per la depurazione degli scarichi. In questi processi si sfrutta sia la formazione di sali insolubili, ad esempio quella del fosfato ferrico per la rimozione del fosforo (principalmente nel trattamento degli scarichi urbani), che quella diretta dell'idrossido ferrico. In tale applicazione, FeCl3 in acqua leggermente basica reagisce con lo ione idrossido per formare un fiocco di idrossido di ferro(III), o più precisamente FeO(OH), che può rimuovere i materiali in sospensione:
{\displaystyle {\ce {[Fe(H2O)6]^{3+}\,+4OH^{-}\to [Fe(H2O)2(OH)4]^{-}\,+4H2O\to [Fe(H2O)O(OH)2]^{-}\,+6H2O}}}
L'idrossido ferrico è pressoché insolubile a pH superiori al 6,5 per cui precipita sotto forma di fiocchi voluminosi che inglobano le particelle finemente disperse (ad esempio il limo) e ne permettono la separazione fisica mediante semplici processi di sedimentazione e filtrazione.
In chimica organica è utilizzato nella polimerizzazione del tiofene, sia come catalizzatore che come ossidante.
In agricoltura è utilizzato per medicare la clorosi ferrica.
In elettronica è utilizzato per l'incisione dei circuiti stampati, data la sua capacità di corrodere il rame, secondo le reazioni:
{\displaystyle {\ce {FeCl3\,+Cu\to FeCl2\,+CuCl}}}
{\displaystyle {\ce {FeCl3\,+CuCl\to FeCl2\,+CuCl2}}}
Per lo stesso motivo viene impiegato anche nella tecnica dell'acquaforte.

## Sicurezza
Il cloruro ferrico è un agente nocivo e altamente corrosivo. Il materiale anidro è un potente agente disidratante. Nonostante si registrino raramente casi di avvelenamento, l'ingestione di cloruro ferrico può avere gravi conseguenze, inclusa la morte. La diagnosi precoce è importante, specialmente nei pazienti gravemente avvelenati.